# アルマアタ事件
アルマアタ事件（アルマアタじけん）は、1986年12月にソビエト連邦のカザフ・ソビエト社会主義共和国の首都アルマアタで発生した民族暴動である。ペレストロイカ開始以来、ソ連における初めての民族暴動といわれる。

## 経緯
カザフ共和国では1986年12月16日、それまで四半世紀以上に渡ってカザフスタン共産党中央委員会第一書記を務めてきたカザフ人のクナーエフが解任され、代わりにロシア人のゲンナジー・コルビンが同職に選出された。しかしこの人選に反発するカザフ人の間で抗議が17日にデモの形で発生し拡大、軍や警察との間で衝突になったが19日には鎮圧された。同事件による死者は、当時のカザフ共和国当局は2人としていたが、現在では100-200人とされ、KGBによる秘密集計では168人という数字も報告されている。
なお、この事件後もコルビンはカザフスタンの最高指導者であり続けたが、民族共和国のトップがロシア人である事の不都合は認識されるようになった。1989年にコルビンは辞任し、後任となったカザフ人のヌルスルタン・ナザルバエフは中央アジア地域のリーダーとしてソ連政治の中で強い影響力を持つ事となり、連邦崩壊による1991年12月のカザフスタン独立後は同国の大統領に就任し、2019年に辞任するまで長期独裁体制を築く事になった。